# Macrothrix laticornis
Macrothrix laticornis är en kräftdjursart som först beskrevs av Louis Jurine 1820.
Macrothrix laticornis ingår i släktet Macrothrix och familjen Macrothricidae. Inga underarter finns listade i Catalogue of Life.